# Venefica procera
Venefica procera är en fiskart som först beskrevs av Goode och Bean, 1883.  Venefica procera ingår i släktet Venefica och familjen Nettastomatidae. Inga underarter finns listade.

## Bildgalleri

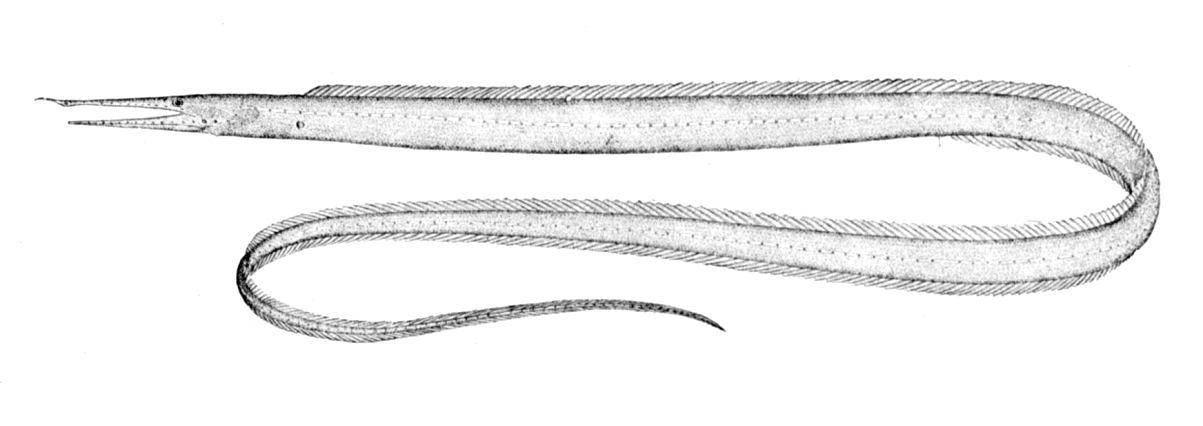